# ناحیه لایونس، شهرستان کوک، ایلینوی
ناحیه لایونس (به انگلیسی: Lyons Township) یک منطقهٔ مسکونی در ایالات متحده آمریکا است که در شهرستان کوک (ایلینوی) واقع شده‌است. ناحیه لایونس ۹۵٫۷ کیلومتر مربع مساحت دارد ۱۸۹ متر بالاتر از سطح دریا واقع شده‌است.